# Lovci snova
Lovci snova dvanaesti je studijski album Parnog valjka.
Album objavljuje izdavačka kuća Jugoton 1990., a obilježili su ga hitovi "Ima dana", "Suzama se vatre ne gase", "Godine prolaze", "Pariz", "U prolazu". Autor svih pjesama je Husein Hasanefendić. Trajanje albuma: 42:07 min.

## Popis pjesama
1. Ima dana (4:35)
2. Godine prolaze (4:07)
3. Metar iznad dna (4:08)
4. Pariz (4:47)
5. U prolazu (4:08)
6. Vrijeme ljubavi (4:39)
7. Suzama se vatre ne gase (4:49)
8. Na pola puta (4:38)
9. Samo san (6:10)

## Izvođači
- vokal - Aki Rahimovski
- bubnjevi - Dražen Šolc
- bas, vokali - Zorislav Preksavec - Preksi
- gitara, saksofon, vokali - Bruno Kovačić
- klavijature - Berislav Blažević
- gitara - Husein Hasanefendić - Hus

## Vanjske poveznice
- Album na službenoj stranici sastava
- Album na stranici discogs.com